# ميكروكامبوس (كيلكيس)
ميكروكامبوس (Μικρόκαμπος) هي قرية تابعة لبلدية كيلكيس في محافظة كيلكيس وتنتمي إلى منطقة بيكروليمني البلدية. تقع على ارتفاع متوسط 80 مترًا فوق مستوى سطح البحر، على مسافة قصيرة من بحيبرة بيكروليمني. كان عدد سكان ميكروكامبوس 731 نسمة وفقًا لتعداد عام 2011.